# Piotr Aleksandrowicz (dziennikarz)
Piotr Aleksander Aleksandrowicz (ur. 4 października 1953 w Warszawie, zm. 4 kwietnia 2016) – polski dziennikarz.

## Życiorys
Absolwent Wydziału Chemicznego Politechniki Warszawskiej oraz Wydziału Zarządzania Uniwersytetu Warszawskiego. Ukończył także studia University of Illinois at Chicago (MBA).
W latach 1981–1982 reporter Polskiej Agencji Prasowej później (1982-86) dziennikarz w tygodniku „itd”. W latach 1986–1988 redaktor w „Przeglądzie Tygodniowym”. W latach 1988–1989 był redaktorem w „Gazecie Bankowej”.
Związany z „Rzeczpospolitą” w latach 1989-1996; zastępca redaktora naczelnego i od 1996 do 2001 redaktor naczelny tego dziennika. Był też wiceprezesem Wydawnictwa Presspublica. Od 2002 redaktor naczelny Business Week, od 2006 szef działu biznes w tygodniku Newsweek Polska. Na początku 2012, po przejściu do tygodnika zespołu redakcyjnego związanego z Tomaszem Lisem, rozstał się z tym tytułem. Zmarł 4 kwietnia 2016.
W 2014 został odznaczony Krzyżem Kawalerskiem Orderu Odrodzenia Polski.